# Кубок Чернівецької області з футболу
Кубок Чернівецької області з футболу — обласні футбольні змагання серед аматорських команд. Проводиться під егідою Асоціації футболу Чернівецької області.

## Усі переможці
| Сезон     | Володар                                    | Фіналіст                                   | Рахунок                 |
| --------- | ------------------------------------------ | ------------------------------------------ | ----------------------- |
| 1940/41   | «Динамо» (м. Чернівці)                     | «Харчовик» (м. Чернівці)                   | 3:1                     |
| 1945      | в/ч 21247 (м. Чернівці)                    | в/ч 51547 (м. Чернівці)                    |                         |
| 1946      | ОБО (м. Чернівці)                          | «Легпром» (м. Садгора)                     |                         |
| 1947      | «Авіагарнізон» (м. Чернівці)               | ОБО (м. Чернівці)                          |                         |
| 1948      | «Авіагарнізон» (м. Чернівці)               | «Динамо» (м. Чернівці)                     |                         |
| 1949      | «Колгосп імені Франка» (с. Ленківці)       | «Панчішник» (м. Чернівці)                  |                         |
| 1950      | «Динамо» (м. Чернівці)                     | «Панчішник» (м. Чернівці)                  |                         |
| 1951      | ГВЗ (м. Чернівці)                          | «Іскра» (м. Заставна)                      |                         |
| 1952      | ОБО (м. Чернівці)                          | «Червоний прапор» (м. Садгора)             |                         |
| 1953      | «Динамо» (м. Чернівці)                     | «Панчішник» (м. Чернівці)                  |                         |
| 1954      | «Динамо» (м. Чернівці)                     | ГВЗ (м. Чернівці)                          |                         |
| 1955      | «Буревісник» (м. Чернівці)                 | «Панчішник» (м. Чернівці)                  |                         |
| 1956      | в/ч 29917 (м. Чернівці)                    | «Червона Армія» (м. Сторожинець)           |                         |
| 1957      | «Буревісник» (м. Чернівці)                 | «Червоний прапор» (м. Садгора)             |                         |
| 1958      | «Динамо» (м. Чернівці)                     | «Харчовик» (м. Чернівці)                   |                         |
| 1959      | «Колгоспник» (м. Новоселиця)               | «Сокіл» (с. Путила)                        |                         |
| 1960      | «Авангард» (м. Чернівці)                   | «Восход» (м. Чернівці)                     |                         |
| 1961      | «Восход» (м. Чернівці)                     | «Машинобудівник» (м. Чернівці)             |                         |
| 1962      | «Машинобудівник» (м. Чернівці)             | «Колгоспник» (м. Кіцмань)                  |                         |
| 1963      | «Восход» (м. Чернівці)                     | ГВЗ (м. Чернівці)                          |                         |
| 1964      | «Машинобудівник» (м. Чернівці)             | ГВЗ (м. Чернівці)                          |                         |
| 1965      | «Восход» (м. Чернівці)                     | «Машинобудівник» (м. Чернівці)             |                         |
| 1966      | «Машинобудівник» (м. Чернівці)             | «Восход» (м. Чернівці)                     |                         |
| 1967      | «Восход» (м. Чернівці)                     | «Колгоспник» (м. Кіцмань)                  |                         |
| 1968      | «Восход» (м. Чернівці)                     | СК «Буковина» (м. Чернівці)                |                         |
| 1969      | «Восход» (м. Чернівці)                     | «Колгоспник» (м. Новоселиця)               |                         |
| 1970      | «Легмаш» (м. Чернівці)                     | «Бетонник» (м. Чернівці)                   |                         |
| 1970 вар  | ДОК (м. Чернівці)                          | ЗБП (м. Чернівці)                          | 2:0                     |
| 1971      | ДОК (м. Чернівці)                          | «Колгоспник» (м. Кіцмань)                  | 4:2                     |
| 1972      | «Легмаш» (м. Чернівці)                     | ДОК (м. Сторожинець)                       |                         |
| 1973      | «Восход» (м. Чернівці)                     | «Будівельник» (м. Чернівці)                |                         |
| 1974      | «Восход» (м. Чернівці)                     | «Карпати» (м. Вижниця)                     |                         |
| 1975      | СК «Буковина» (м. Чернівці)                | ДОК (м. Чернівці)                          |                         |
| 1976      | «Сірет» (м. Сторожинець)                   | ДОК (м. Чернівці)                          | 1:1, 2:2 д.ч., пен. 4:3 |
| 1977      | «Черемош» (м. Вижниця)                     | «Схід» (м. Чернівці)                       |                         |
| 1978      | «Сірет» (м. Сторожинець)                   | «Харчовик» (м. Чернівці)                   |                         |
| 1979      | «Метеор» (м. Чернівці)                     | «Легмаш» (м. Чернівці)                     |                         |
| 1980      | «Легмаш» (м. Чернівці)                     | «Карпати» (м. Сторожинець)                 |                         |
| 1981      | «Метеор» (м. Чернівці)                     | «Вимпел» (м. Чернівці)                     | 2:0                     |
| 1982      | СК «Буковина» (м. Чернівці)                | «Колос» (смт Лужани)                       |                         |
| 1983      | ГВЗ (м. Чернівці)                          | «Металіст» (м. Чернівці)                   |                         |
| 1984      | «Легмаш» (м. Чернівці)                     | «Карпати» (м. Сторожинець)                 | 2:0                     |
| 1984      | «Карпати» (м. Сторожинець)                 | «Легмаш» (м. Чернівці)                     | 2:0                     |
| 1985      | «Дружба» (с. Киселів)                      | «Карпати» (смт Берегомет)                  |                         |
| 1986      | «Емальпосуд» Садгора (м. Чернівці)         | «Легмаш» (м. Чернівці)                     | 1:0                     |
| 1987      | «Легмаш» (м. Чернівці)                     | «Автомобіліст» (м. Чернівці)               |                         |
| 1988      | «Емальпосуд» Садгора (м. Чернівці)         | «Метеор» (м. Чернівці)                     |                         |
| 1989      | «Емальпосуд» Садгора (м. Чернівці)         | «Колос» (м. Новоселиця)                    |                         |
| 1990      | «Металіст» (м. Чернівці)                   | «Зоря» (м. Чернівці)                       | 2:1                     |
| 1991      | «Легмаш» (м. Чернівці)                     | «Карпати» Садгора (м. Чернівці)            | 0:0 д.ч., пен. 3:1      |
| 1992      | «Легмаш» (м. Чернівці)                     | «Дружба» (с. Киселів)                      | 2:0                     |
| 1993      | «Карпати» Садгора (м. Чернівці)            | «Легмаш» (м. Чернівці)                     | 3:2                     |
| 1993/94   | «Карпати» Садгора (м. Чернівці)            | «Дружба» (с. Киселів)                      | 3:2                     |
| 1994/95   | «Підгір'я» (м. Сторожинець)                | «Дністер» (с. Дорошівці)                   |                         |
| 1995/96   | «Меблевик» (м. Чернівці)                   | «Колос» (смт Лужани)                       | 3:1                     |
| 1995/96   | «Карпати» Садгора (м. Чернівці)            | «Легмаш» (м. Чернівці)                     |                         |
| 1996/97   | «Митник» (станція Вадул-Сірет)             | «Підгір'я» (м. Сторожинець)                | +:-                     |
| 1997/98   | ФК «Лужани» (смт Лужани)                   | «Колос» (м. Новоселиця)                    | 3:3 д.ч., пен.          |
| 1998/99   | «Університет» (м. Чернівці)                | «Калинівський ринок» Садгора (м. Чернівці) |                         |
| 1999/2000 | ФК «Лужани» (смт Лужани)                   | «Університет» (м. Чернівці)                | 3:1                     |
| 2001      | ФК «Лужани» (смт Лужани)                   | «Митник» (станція Вадул-Сірет)             | 2:1                     |
| 2002      | «Калинівський ринок» Садгора (м. Чернівці) | ФК «Лужани» (смт Лужани)                   | 1:0                     |
| 2003      | ФК «Лужани» (смт Лужани)                   | «Митник» (станція Вадул-Сірет)             | 2:2 д.ч., пен. 4:3      |
| 2004      | «Митник» (станція Вадул-Сірет)             | ФК «Лужани» (смт Лужани)                   | 2:1                     |
| 2005      | «Підгір'я» (м. Сторожинець)                | «Митник» (станція Вадул-Сірет)             | 2:1                     |
| 2006      | «Митник» (станція Вадул-Сірет)             | ФК «Лужани» (смт Лужани)                   | 3:1                     |
| 2007      | ФК «Лужани» (смт Лужани)                   | ФК «Кіцмань» (м. Кіцмань)                  | 1:0                     |
| 2008      | ФК «Кіцмань» (м. Кіцмань)                  | ФК «Лужани» (смт Лужани)                   | 3:1                     |
| 2009      | ФК «Лужани» (смт Лужани)                   | «Дрім Тім» (м. Чернівці)                   | 3:0                     |
| 2010      | «Дністер» (с. Дорошівці)                   | «Мрія» (смт Глибока)                       | 1:0                     |
| 2011      | «Колос-Майя» (м. Новоселиця)               | «Підгір'я» (м. Сторожинець)                | 1:0                     |
| 2012      | ФК «Банилів» (с. Банилів)                  | «Маяк» (с. Великий Кучурів)                | 4:2 дч                  |
| 2013      | ФК «Новоселиця» (м. Новоселиця)            | «Буковина-2» (смт Лужани)                  | 3:1                     |
| 2014      | «Підгір'я» (м. Сторожинець)                | «Маяк» (с. Великий Кучурів)                | 1:0                     |
| 2015      | «Маяк» (с. Великий Кучурів)                | «Зарінок» (с. Тисовець)                    | 2:1                     |
| 2016      | «Волока» (с. Волока)                       | ФК «Іванківці» (с. Іванківці)              | 1:0                     |
| 2017      | «Волока» (с. Волока)                       | ФК «Путила» (смт. Путила)                  | 3:1                     |
| 2018      | ФК «Коровія» (с. Коровія)                  | ФК «Неполоківці» (смт. Неполоківці)        | 2:0                     |
| 2019      | «Волока» (с. Волока)                       | ФК «Ст. Вовчинець» (с. Старий Вовчинець)   | 1:0                     |
| 2020      | ФК «Глибока» (смт. Глибока)                | «Довбуш» (м. Чернівці)                     | 2:1 дч                  |
| 2021      | «Довбуш» (м. Чернівці)                     | «Фазенда» (м. Чернівці)                    | 2:0                     |
| 2022/23   | «Волока» (с. Волока)                       | «Фазенда» (м. Чернівці)                    | 1:1 д.ч., пен. 5:3      |
| 2023/24   | «Фазенда» (м. Чернівці)                    | СФК «Магала» (с. Магала)                   | 2:1 дч                  |
| 2024/25   | ФК «Луко» (с. Луковиця)                    | ФК «Брусниця» (с. Брусниця)                | 1:0                     |